# Peter Bettermann
Peter Bettermann (* 29. Mai 1947 in Hagen; † 19. September 2021) war ein deutscher Manager. Er war von 1991 bis 1994 Vorstandsvorsitzender der Deutschen BP AG und von 1994 bis 2012 Mitglied der Unternehmensleitung des Freudenberg-Konzerns, deren Sprecher er von 1997 bis 2012 war.

## Leben
Bettermann wurde 1947 als erster von vier Söhnen und älterer Bruder einer Schwester in Hagen geboren. Als Sohn des Juristen Karl August Bettermann geboren, studierte Bettermann zunächst von 1968 bis 1972 in Kiel mit Abschluss zum Diplom-Mineralogen. Dort promovierte er 1976 zum Dr. rer. nat. Parallel dazu studierte er Rechtswissenschaften in Kiel und Münster, wo er 1981 zum Dr. jur. promovierte. Von 1980 bis 1994 war Bettermann in Deutschland (Hamburg) und England (London) für den BP-Konzern tätig. Im Jahr 1994 wechselte Bettermann zur Unternehmensgruppe Freudenberg mit Hauptsitz in Weinheim, Baden-Württemberg. Von 1997 bis 2012 war er der erste Sprecher der Unternehmensleitung, der nicht der Familie Freudenberg angehörte. 2013 erhielt er die Wirtschaftsmedaille des Landes Baden-Württemberg und wurde von der Universität Heidelberg mit der Würde eines Ehrensenators ausgezeichnet.
Peter Bettermann war verheiratet und hatte drei Söhne.

## Externe Mandate (2011)
Externe Firmenmandate
- Vorsitzender des Aufsichtsrates der British American Tobacco  (Germany) GmbH, Hamburg
- Stellv. Vorsitzender des Verwaltungsrates der Wilh. Werhahn KG, Neuss
- Mitglied im Aufsichtsrat der Evonik Industries AG, Essen

Stiftungsmandate
- Mitglied im Vorstand des Stifterverbandes für die Deutsche Wissenschaft, Essen
- Mitglied im Vorstand der Hertie-Stiftung
- Mitglied des Aufsichtsrats der Hertie School of Governance
- Mitglied des Stiftungsrates des Japanisch-Deutsches Zentrum Berlin
- Vorsitzender der Gesellschafterversammlung der Freudenberg Stiftung GmbH, Weinheim

Andere ehrenamtliche Aufgaben
- Vorsitzender des Universitätsrats der Universität Heidelberg
- Vorsitzender des Vorstandes Förderkreis Wissenschaft und Praxis, Zentrum für Europäische Wirtschaftsforschung, Mannheim